# Norniczek
Norniczek (Blanfordimys) – rodzaj ssaka z podrodziny karczowników (Arvicolinae) w rodzinie chomikowatych (Cricetidae).

## Zasięg występowania
Rodzaj obejmuje gatunki występujące w Azji Środkowej.

## Systematyka

### Etymologia
Blanfordimys: dr William Thomas Blanford (1832–1905), angielski geolog, zoolog, kolekcjoner z Etiopii, Persji i Indii; μυς mys, μυός myos – mysz.

### Podział systematyczny
Do rodzaju należą następujące gatunki:
- Blanfordimys afghanus – norniczek afgański
- Blanfordimys bucharensis – norniczek bucharski